# Guerre du Temps
La Guerre du Temps est une grande guerre fictive dans la série télévisée britannique Doctor Who. Mentionnée dans plusieurs épisodes et utilisée comme ressort scénaristique, les événements de cette guerre ne sont pas connus avec précision. Pour le téléspectateur, cette guerre s'est déroulée entre le téléfilm de 1996 (huitième Docteur, qui meurt au début de la guerre et se régénère en War Doctor au début du mini-épisode, (The Night of the Doctor) et la nouvelle série de 2005 (neuvième Docteur, à la suite de la régénération du War Doctor immédiatement à la fin de la guerre).
Cette guerre oppose les Daleks et les Seigneurs du Temps et affecta toutes les grandes espèces de l'univers. Les Daleks déclarent la guerre aux Seigneurs du temps quand ils apprennent que ceux-ci ont cherché à modifier l'histoire pour empêcher leur création. 
À noter qu'on apprend dans l'épisode Voyage au centre du TARDIS que le Docteur possède un livre nommé L'Histoire de la Guerre du Temps, que Clara feuillette brièvement au cours de cet épisode.

## Événements notables
Les évènements de la Guerre du Temps font l'objet d'un « verrou temporel » : aucun voyageur temporel ne peut y entrer ni en sortir. On ne sait pas si ce verrou temporel est un phénomène naturel, ou le résultat d'un acte délibéré du Docteur. Ce verrou temporel a empêché le Docteur de retourner sur Gallifrey pendant la nouvelle série, la seule exception étant les évènements du Jour du Docteur.
Dans ATMOS, un général sontarien déclare que « le Docteur a dirigé le combat lors de la grande guerre du temps » (qu'il qualifie de plus grande guerre de l'Histoire) et se plaint que les sontariens « n'ont même pas pu y participer ».
On apprend dans l'univers étendu que le huitième Docteur n'a pas combattu dans la guerre : il s'est contenté de porter secours et assistance aux victimes. C'est à cette occasion qu’il a été mortellement blessé, en tentant de sauver une pilote humaine, Cass, du crash de son vaisseau, dans le mini-épisode la Nuit du Docteur. C'est à la suite de ces blessures mortelles qu'il s'est régénéré en War Doctor, convaincu de participer à la guerre par la supérieure des Sœurs de Karn (l'ayant secouru et temporairement réanimé). Cette dernière lui proposant une potion permettant de déclencher et d'orienter sa régénération, il a alors délibérément choisi de régénérer avec un corps et une personnalité adaptés à la guerre : « faites de moi un guerrier ». C'est cette incarnation du Docteur, placée entre les huitième et neuvième docteurs, donc chronologiquement placée avant la nouvelle série (mais n'apparaissant qu'à la fin de la saison 7 de celle-ci), qui a participé à la Guerre.
À noter que le War Doctor ne s'est jamais fait appeler « Docteur » et que ses successeurs ont refoulé son souvenir et refusé de l'appeler ainsi (le Nom du Docteur).
On apprend dans le Jour du Docteur, que la planète des Zygons fut détruite dans les premiers jours de la guerre du temps.
Dans l'épisode Que tapent les tambours, on apprend que les Seigneurs du temps ont ressuscité le Maître pour qu'il participe à la guerre à leurs côtés. Celui-ci a fui la Guerre du Temps en voyageant jusqu'à l'an 100 billiards, à la suite d'une bataille perdue, la « Chute du Cruciforme ». Il est ainsi le seul autre Seigneur du temps ayant survécu à la guerre (mais les évènements de la Prophétie de Noël laissent croire qu'il y a finalement été happé).
Le vaisseau de Davros a été détruit par l'Enfant du Cauchemar lors des premiers jours de la guerre, bien que le Docteur ait tenté de le sauver (la Terre volée). On apprend par la suite que Davros a survécu (cf infra).
Du fait des voyages dans le temps, connus par les deux camps en présence, cette guerre comporta la répétition sans fin des mêmes batailles, aboutissant à la destruction de Gallifrey malgré toutes les tentatives des Seigneurs du Temps de rectifier l'histoire, et leur usage d'armes interdites. Dans le mini-épisode la Nuit du Docteur, on apprend que les Seigneurs du Temps ont fini par devenir aussi détestables que les Daleks aux yeux des autres peuples de l'univers. Par ailleurs, la guerre engendra en ses derniers jours des horreurs que le Docteur ne fait que citer à la fin de l'épisode la Prophétie de Noël : « les Dégradations de Skaro, la Horde des Simulacres, l'Enfant-Cauchemar, le Roi-qui-aurait-pu-être et son armée d'Entre-temps et de Jamais-étés », la guerre étant devenue ce que le Docteur qualifie d'Enfer. Ces horreurs de la Guerre du Temps n'ont jamais été montrées à l'écran ni même décrites ou expliquées dans la série ou son univers étendu.

## Dénouement

### Version des évènements en vigueur jusqu'auJour du Docteur
La chute d'Arcadia, la deuxième ville de Gallifrey, semble être le paroxysme de la Guerre. C'est durant cette bataille que le « Docteur de la Guerre » (War Doctor) décide d'en finir et d'activer le Moment (l'arme la plus puissante des Seigneurs du Temps, surnommée le Dévoreur de Galaxies) pour mettre fin à la guerre (Le Jour du Docteur).
Le dixième Docteur explique sa décision dans l'épisode la Prophétie de Noël par la décision du Haut Conseil des Seigneurs du Temps de détruire l'Univers afin d'échapper à la guerre (sous forme d'êtres de pure énergie), alors que leur fin inéluctable s'approchait, la planète étant assiégée et bombardée depuis l'espace par dix millions de vaisseaux Daleks. Rassilon, le Lord Président, ayant connaissance du plan du War Doctor, a alors tenté de briser le verrou temporel en manipulant le Maître rétrospectivement pour qu'il téléporte Gallifrey au-dessus de la Terre en 2009 (la Prophétie de Noël).
Cette tentative ayant échoué, le Moment a été activé par le Docteur et Gallifrey et les Daleks ont apparemment été détruits aux yeux de l'univers entier, et même selon les souvenirs du Docteur lui-même, tels que relatés à ses différents compagnons lors des saisons 1 à 7.
L'épisode le Jour du Docteur apporte un autre regard sur les motivations du War Doctor pour activer le Moment : il aurait décidé de mettre fin à la guerre de lui-même, afin de mettre un terme aux souffrances de milliards d'êtres, et pour éviter la destruction de l'univers, inéluctable du fait de la guerre elle-même.

### Le Jour du Docteur
Jusqu'à cet épisode, marquant le 50e anniversaire de la série, le Docteur a expliqué avoir détruit Gallifrey pour sauver l'univers.
On apprend dans cet épisode que le War Doctor et les dixième et onzième Docteurs ont en fait tenté de sauver Gallifrey, grâce à l'aide et aux conseils de l'interface consciente du Moment, qui leur a permis de se rencontrer malgré le verrou temporel.
À l'aide de leurs TARDIS, d'un cube de stase volé aux Zygons et avec la complicité de toutes les incarnations précédentes du Docteur (et même d'une incarnation à venir, le douzième Docteur), ils ont figé Gallifrey dans le temps et l'ont transférée dans un univers de poche parallèle. Les Daleks ont alors été détruits par leur propre feu croisé, du fait de la disparition soudaine de la planète (bien qu'un Dalek semble avoir échappé à l'explosion, probablement celui apparaissant dans l'épisode Dalek).
La réussite de ce plan, sous-entendue à la fin de l'épisode, est confirmée dans l'épisode suivant (L'Heure du Docteur). Le Moment n'ayant pas été activé, les Seigneurs du Temps n'ont pas été détruits mais ils survivent dans un univers de poche, d'où ils tentent de revenir.
Du fait d'une « désynchronisation des flux temporels », ni le War Doctor (qui se régénère en neuvième Docteur immédiatement après ces évènements) ni le dixième Docteur n'ont été capables de se souvenir de cette version des évènements, ce qui préserve la biographie des neuvième, dixième et onzième Docteurs.

## Conséquences
- Les conséquences de la disparition (même simulée) de Gallifrey furent cataclysmiques. Outre la disparition des Seigneurs du Temps, plusieurs espèces ont été détruites, par exemple les Gelths et La Cascade de Méduse fut close.
- La disparition des seigneurs du Temps interdit le voyage entre les univers parallèles (Le Règne des Cybermen) et rend plus graves les paradoxes temporels (Fêtes des pères).
- Certaines espèces ont conservé le souvenir de l'existence des Seigneurs du Temps (au premier plan, les Daleks), d'autres les considèrent comme une légende ou ignorent leur existence.
- Le neuvième Docteur, convaincu d'avoir détruit Gallifrey, fut durablement marqué par la culpabilité, d'où par exemple son impossibilité à sacrifier l'humanité en l'an 200 100 pour éradiquer l'Empereur Dalek et son armée (cf infra). Par la suite, le Docteur resta toujours marqué par ces souvenirs, bien qu'ils soient passés au second plan lors de la vie du onzième Docteur, du moins jusqu'aux évènements du Jour du Docteur.
- C'est le plan de Rassilon pour échapper à la Guerre du Temps, qui a rendu le Maître fou : les Seigneurs du Temps ont rétrospectivement implanté dans sa tête un signal lui permettant, en 2009, de remonter jusqu'à eux, et d'ouvrir un passage. Ce signal, un bruit à 4 temps évoquant le rythme cardiaque d'un Seigneur du Temps, ou le roulement de tambours, est l'origine de la folie criminelle du Maître, et donc de ses agissements passés.

### Survie des Daleks aux évènements de la Guerre du Temps et à l'activation du Moment
Les Daleks ont été détruits à l'exception de quelques survivants.
Dans l'épisode Dalek, se déroulant dans le futur proche (2012, l'épisode ayant été diffusé en 2005) on apprend qu'un Dalek isolé s'est écrasé sur Terre, et a été conservé pour être étudié. Il se suicide à la fin du même épisode.
À la fin de la saison 1, l'Empereur Dalek lui-même, qui a réussi à fuir ce qu'il décrit comme un brasier déclenché par le Docteur ayant tué tous les Daleks (a posteriori l'activation du Moment ou le feu croisé lié au stratagème du Jour du Docteur), tente de recréer un empire dalek en l'an 200 100. Il est finalement détruit par Rose Tyler à l'aide de l'énergie puisée dans le cœur du TARDIS (À la croisée des Chemins).
À la fin de la saison 2, on apprend que le Culte de Skaro, une organisation secrète de quatre daleks portant des noms individuels, a fui la Guerre du Temps dans le « Void » (le vide situé entre les univers parallèles et les dimensions), emportant avec eux une prison de daleks construite par les Seigneurs du Temps, « l'Arche de Genesis », plus grande à l'intérieur, contenant des millions de Daleks. Ils libèrent ceux-ci sur Terre, mais ces daleks sont finalement aspirés (avec les Cybermen ayant envahi la Terre au même moment) dans le Void, où ils sont détruits. Le Culte de Skaro, s'étant enfui à Manhattan dans les années 1930 par un « saut temporel d'urgence », y est finalement détruit sauf un seul survivant (l'Expérience finale), Dalek Caan, qui fuit par un nouveau saut temporel d'urgence sous les yeux du Docteur.
Dalek Caan, le dernier survivant du culte de Skaro, après ce saut temporel, a accidentellement brisé le verrou temporel bloquant l'accès aux évènements de la guerre, ce qui l'a rendu fou et capable de prédire l'avenir, mais lui a également permis de sauver Davros. Ce dernier, ayant quitté la Guerre du Temps, a alors créé une race de Daleks à partir de ses propres cellules, et tenté de détruire l'univers en 2009. En fait, on apprend à la fin de l'épisode La Fin du Voyage, que Dalek Caan a volontairement manipulé Davros et le cours de l’Histoire pour mener à la destruction finale des Daleks.
On apprend cependant dans l'épisode La Victoire des Daleks qu'un « progéniteur », une machine susceptible de créer des Daleks « génétiquement purs », a été préservée. Elle permet à des Daleks survivants des évènements de 2009 (« impurs », car créés à partir des cellules de Davros et non à partir de lignée originelle des Daleks) de créer une nouvelle espèce de Daleks « pure », le Nouveau Paradigme, après avoir piégé le Docteur pour obtenir un échantillon vocal permettant d'activer cet engin. C'est cet évènement qui explique la présence à l'écran de nombreux Daleks qui n'ont pas vécu la Guerre du Temps. De manière étonnante, l'identité visuelle du Nouveau Paradigme a été abandonnée progressivement au cours des saisons 6 et 7, jusqu'à disparaître totalement…
Pour résumer la chaîne d'évènements ayant permis aux Daleks de survivre à la Guerre du Temps :
- Le culte de Skaro, dont Dalek Caan, survit à la Guerre du Temps en se réfugiant dans le Void (fin de la saison 2)
- Dalek Caan sauve Davros de la Guerre du Temps à la suite d'un saut temporel accidentel (saison 3)
- Davros créé de nouveaux Daleks « impurs » à partir de ses propres cellules (saison 4)
- Quelques survivants « impurs » réussissent à recréer des Daleks purs à l'aide d'un progéniteur (saison 5)
L'épisode l'Asile des Daleks met en scène des Daleks de versions antérieures à la guerre du Temps, ou ayant survécu à des rencontres avec le Docteur antérieures à la Guerre. Il s'agit donc également de Daleks ayant survécu à la Guerre, sans y avoir participé.